# Lynd River
Der Lynd River ist ein Fluss in der Region Far North Queensland im Norden des australischen Bundesstaates Queensland.

## Name
Während seiner ersten Australienexpedition von 1844 bis 1845 benannte der preußische Entdecker Ludwig Leichhardt den Fluss im Mai 1845 nach dem britischen Offizier Robert Lynd, der ihn in Sydney unterstützte.

## Geographie

### Flusslauf
Der Fluss entspringt rund 140 Kilometer südwestlich von Innisfail und etwa 130 Kilometer östlich von Georgetown im Forty-Mile-Scrub-Nationalpark am Kennedy Highway. Das Gebiet gehört zu den Atherton Tablelands, einem Teil der Great Dividing Range. Der Lynd River fließt nach Nordwesten, passiert den Bulleringa-Nationalpark bei Torwood im Norden und den Staaten-River-Nationalpark bei Bulimba im Osten, unterquert danach die Burke Developmental Road und mündet ungefähr 15 Kilometer östlich von Highbury in den Mitchell River.

### Nebenflüsse mit Mündungshöhen
Der Fluss hat folgende Nebenflüsse:
- Mero Creek – 497 m
- Rocky Whistler Creek – 426 m
- Emu Creek – 397 m
- Fossil Brook – 381 m
- Blackfellow Creek – 370 m
- Fulford Creek – 328 m
- Desert Creek – 292 m
- Rocky Creek – 253 m
- Dickson Creek – 242 m
- Whites Creek – 225 m
- Pinnacle Creek – 210 m
- Pikes Creek – 195 m
- Tate River – 195 m
- Troopers Creek – 191 m
- Torwood Creek – 163 m
- Sugarbag – 150 m
- Massie Creek – 126 m
- W Creek – 125 m
- Billycan Anabranch – 115 m
- White Horse Creek – 107 m